# Пескара (футбольный клуб)
«Песка́ра» — итальянский футбольный клуб из города Пескара, Абруццо.
Клуб был основан в 1936 году и в настоящее время выступает в Серии В. «Пескара» принимала участие в семи сезонах в Серии А (1977/78, 1979/80, 1987/88, 1988/89, 1992/93, 2012/13, 2016/17). Официальные цвета команды являются белый и голубой.

## История
Помимо выхода в Серию B в 1940 году, «Пескара» ничем особым не выделялась, пока вновь не вышла в Серию В в 1974 году. В 1977 году клуб впервые в своей истории вышел в Серию А, но в итоге закончил свой первый сезон в элитном дивизионе на последнем месте. Второе повышение в классе не заставило себя долго ждать, но бело-голубые снова вылетели, а затем последовал вылет и Серию С в течение двух лет.
Тем не менее команда сумела вернуться во второй по значимости футбольный дивизион спустя год. В 1987 году «Пескаре», в составе которой в те годы блистали Жуниор и Блаж Слишкович, снова удалось выйти в Серию А.
После вылета «Пескара» оставалась в Серии В на протяжении 90-х годов до вылета в 2001 году. Затем последовало повышение в 2003 году. В конечном итоге сезон 2006/07 клуб завершил на последнем месте и сменил три президента за сезон. В декабре 2008 года официально было объявлено, что у «Пескары» имеются долги и руководство клубом передаётся конкурсным управляющим назначен судом. В феврале 2009 года на пост председателя была назначена Дебора Калдора, став тем самым первой женщиной председателем. В то же время, результаты команды улучшились не значительно, а в марте Джузеппе Гальдеризи был освобождён от должности главного тренера и назначен Антонелло Куккуредду.
В начале сезона 2009/10 был назначен новый главный тренер Эусебио ди Франческо. «Пескара» законила сезон на втором месте в группе В Высшего дивизиона Профессиональной лиги и завоевало право играть в плей-офф. В полуфинале они переиграли «Реджану», в финале «Эллас Верона» и в очередной раз вышли в Серию В после трёхлетнего отсутствия. Следующий сезон начался с назначения Зденека Земана в качестве нового главного тренера. Чешский специалист сразу же наладил атакующую игру клубу, который оказался идеально соответствующим молодым и перспективным игрокам, таким как Марко Верратти, Чиро Иммобиле и Лоренцо Инсинье. В сезоне 2011/12 «Пескара» впервые за 19 лет обеспечила себе путёвку в Серию А, обыграв 20 мая 2012 года «Сампдорию» со счётом 3:1.
После ухода Земана, Верратти и Иммобиле, сезон 2012/13 Серии А для «Пескары» закончился вылетом во второй дивизион. Спустя три года, под руководством бывшего Чемпиона Мира Массимо Оддо, команда вернулась в Серию А после победы со счётом 3:1 над «Трапани» в финале плей-офф по сумме двух матчей. В феврале 2017 года Земан вернулся в клуб, однако это не помогло Пескаре вновь продержаться в итальянской элите лишь один сезон, заняв последнее место в чемпионате страны.

## Тренеры
- Марио Пицциоло (1940—1941, 1947—1948)
- Луиджи Ферреро (1941—1943)
- Любо Бенчич (1959—1961, 1963—1965)
- / Антонио Анджелилло (1978—1979)
- Густаво Джаньони (1979—1980)
- Сауль Малатрази (1981)
- Джузеппе Кьяппелла (1981—1982)
- Джованни Галеоне (1986—1989, 1991—1992, 1999—2000, 2001)
- Иларио Кастаньер (1989)
- Эдоардо Рея (1989—1990)
- Карло Маццоне (1990—1991)
- Джиджи Майфреди (1996)
- Делио Росси (1996—1997, 2000—2001)
- Луиджи Де Канио (1998—1999)
- Тарчизио Бурньич (2000—2001)
- Давиде Баллардини (2006)
- Джузеппе Гальдеризи (2008—2009)
- Антонелло Куккуредду (2009—2010)
- Эузебио Ди Франческо (2010—2011)
- Зденек Земан (2011—2012)
- Джованни Строппа (2012)
- Кристиано Бергоди (2012—2013)
- Кристиан Букки (2013)
- Паскуале Марино (2013—2014)
- Марко Барони (2014—2015)
- Серсе Косми (2014)
- Массимо Оддо (2015—2017)
- Зденек Земан (2017—2018)